# Caenohalictus columbus
Caenohalictus columbus är en biart som först beskrevs av Joseph Vachal 1903.  Caenohalictus columbus ingår i släktet Caenohalictus och familjen vägbin. Inga underarter finns listade.